# Athena Seaways
L'Athena Seaways è un traghetto appartenente alla compagnia di navigazione DFDS.

## Servizio
Il traghetto, capoclasse della classe Coraggio, è stato varato il 24 novembre 2006 nei Nuovi Cantieri Apuania di Marina di Carrara con il nome di Coraggio e consegnato il 29 marzo 2007 alla Grimaldi Holding.
Nell'aprile dello stesso anno viene noleggiato alla GNV e prende servizio nei collegamenti tra Genova, La Valletta e Tunisi.
Il 17 ottobre 2007 viene trasferito nei collegamenti tra Livorno e Palermo.
Dal 19 marzo al 25 maggio 2010 viene noleggiato alla Trasmediterránea ed opera nei collegamenti tra Valencia, Palma di Maiorca, Mahón ed Ibiza in sostituzione del gemello Audacia, fermo per problemi ai motori.
Terminato il noleggio, il 27 maggio viene disarmato a Genova.
Il 12 luglio 2010 viene noleggiato a scafo nudo per 12 mesi alla Stena Line e, dopo esser stato sottoposto ad un ampliamento delle sistemazioni passeggeri che aveva già interessato le gemelle più recenti e ad altri adeguamenti necessari all'immissione in servizio nel Nord Europa, tra i quali anche la sostituzione delle due rampe d'accesso ai garage con una unica, prende servizio il 30 settembre nei collegamenti tra Hoek van Holland e Killingholme.
Il 7 novembre 2011 termina il servizio per Stena Line ed il 13 novembre salpa Schiedam per Marina di Carrara, dove viene disarmato.
Da giugno a settembre 2012 viene noleggiato alla Saremar ed impiegato nei collegamenti tra Vado Ligure e Porto Torres.
Terminato il noleggio, il 17 settembre viene disarmato a Genova.

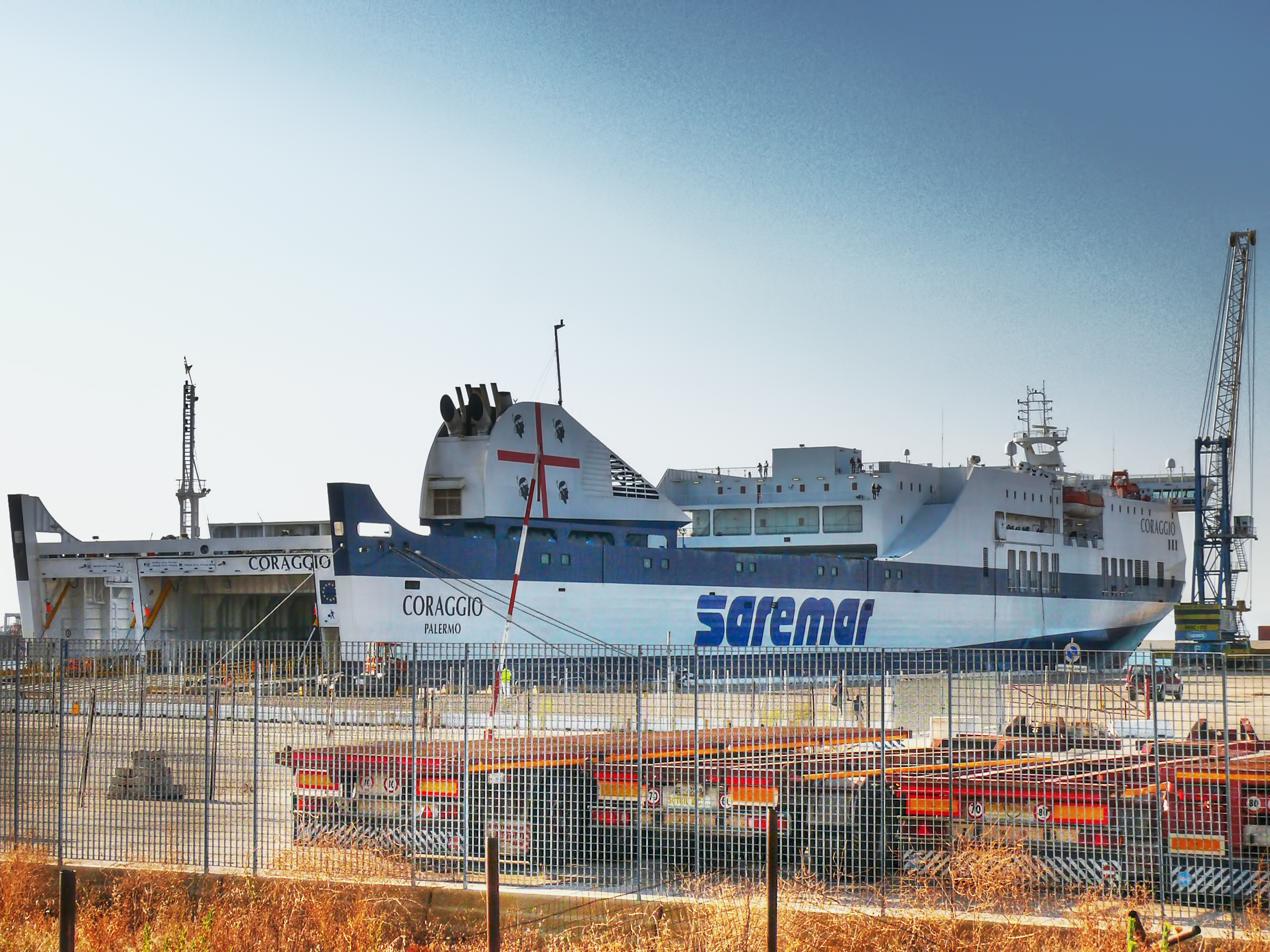
Il Coraggio ormeggiato a Porto Torres nel 2012.

Nel novembre del 2012 viene noleggiato alla Anek Lines e, trasferito sotto le insegne della compagnia greca, prende servizio il 15 novembre nei collegamenti tra Patrasso, Igoumenitsa e Venezia.

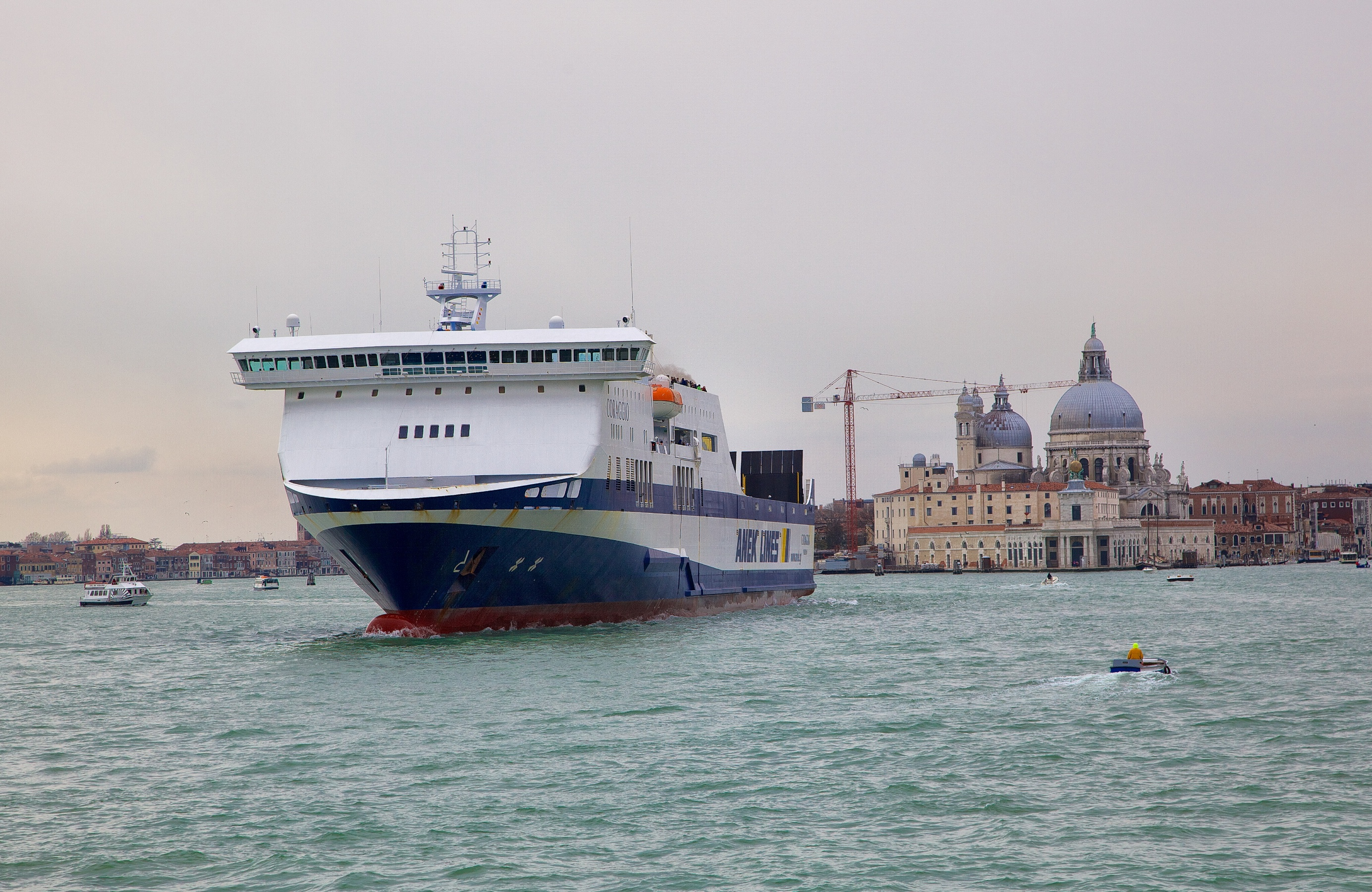
Il Coraggio a Venezia nel 2013.

Nel novembre del 2013 termina il noleggio per Anek Lines e viene disarmato a Genova.
Nello stesso mese viene noleggiato alla DFDS per cinque anni, già armatrice delle gemelle Victoria Seaways e Regina Seaways, a partire dal gennaio del 2014.
Il 3 dicembre 2013 viene ribattezzato Athena Seaways e, issata bandiera lituana, prende servizio nello stesso mese nei collegamenti tra Klaipėda, Kiel e Karlshamn.

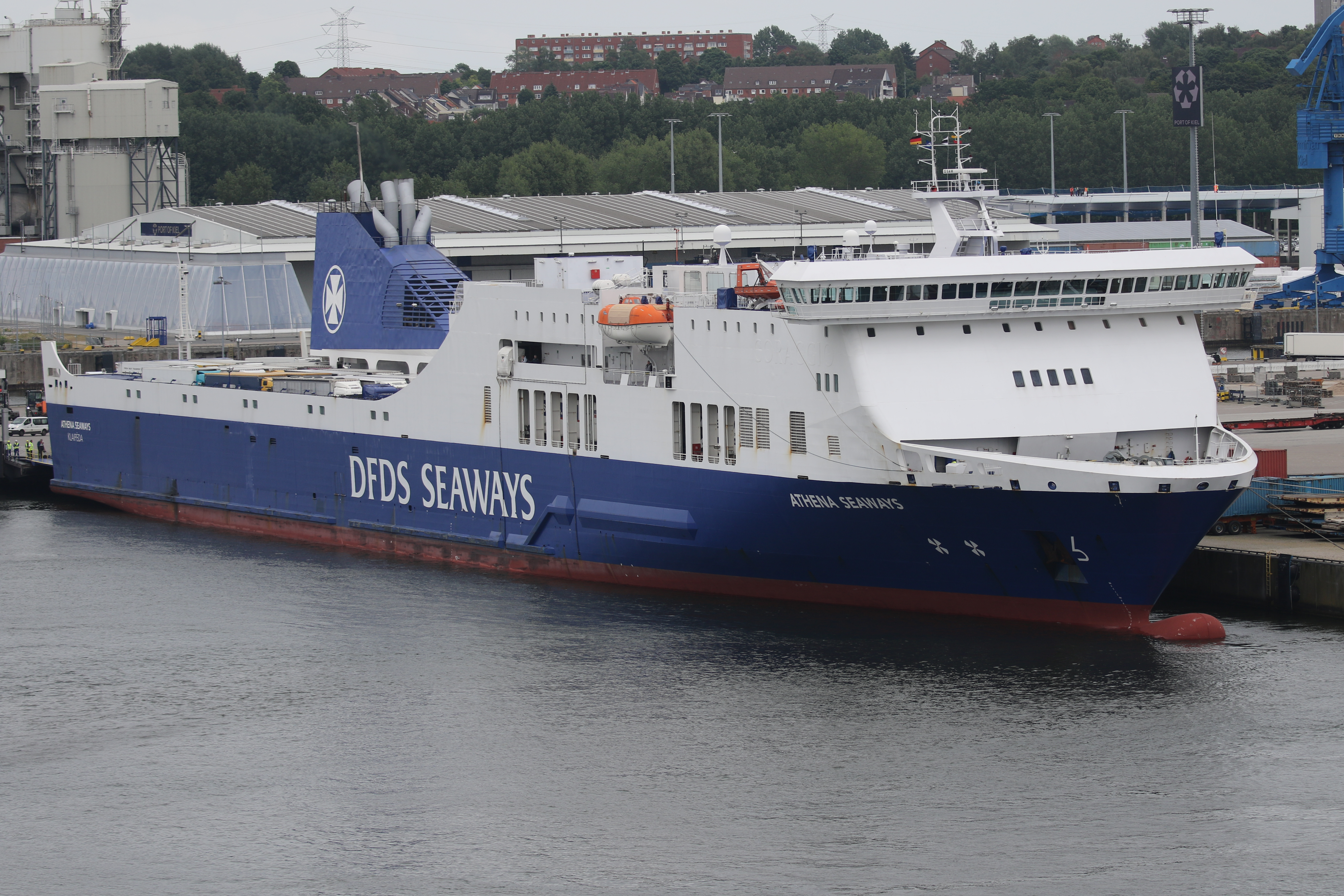
L'Athena Seaways ormeggiato a Kiel nel 2016.

Nel marzo del 2015 viene sottoposto a lavori di ristrutturazione nei cantieri navali Remontowa di Danzica, durante i quali vengono installati gli scrubber al fumaiolo.
Il 31 maggio 2016 viene venduto a titolo definitivo alla DFDS.
L'8 settembre 2023 viene trasferito nei collegamenti tra Dunkerque e Rosslare, dove opera tutt'oggi in coppia con l'Optima Seaways.

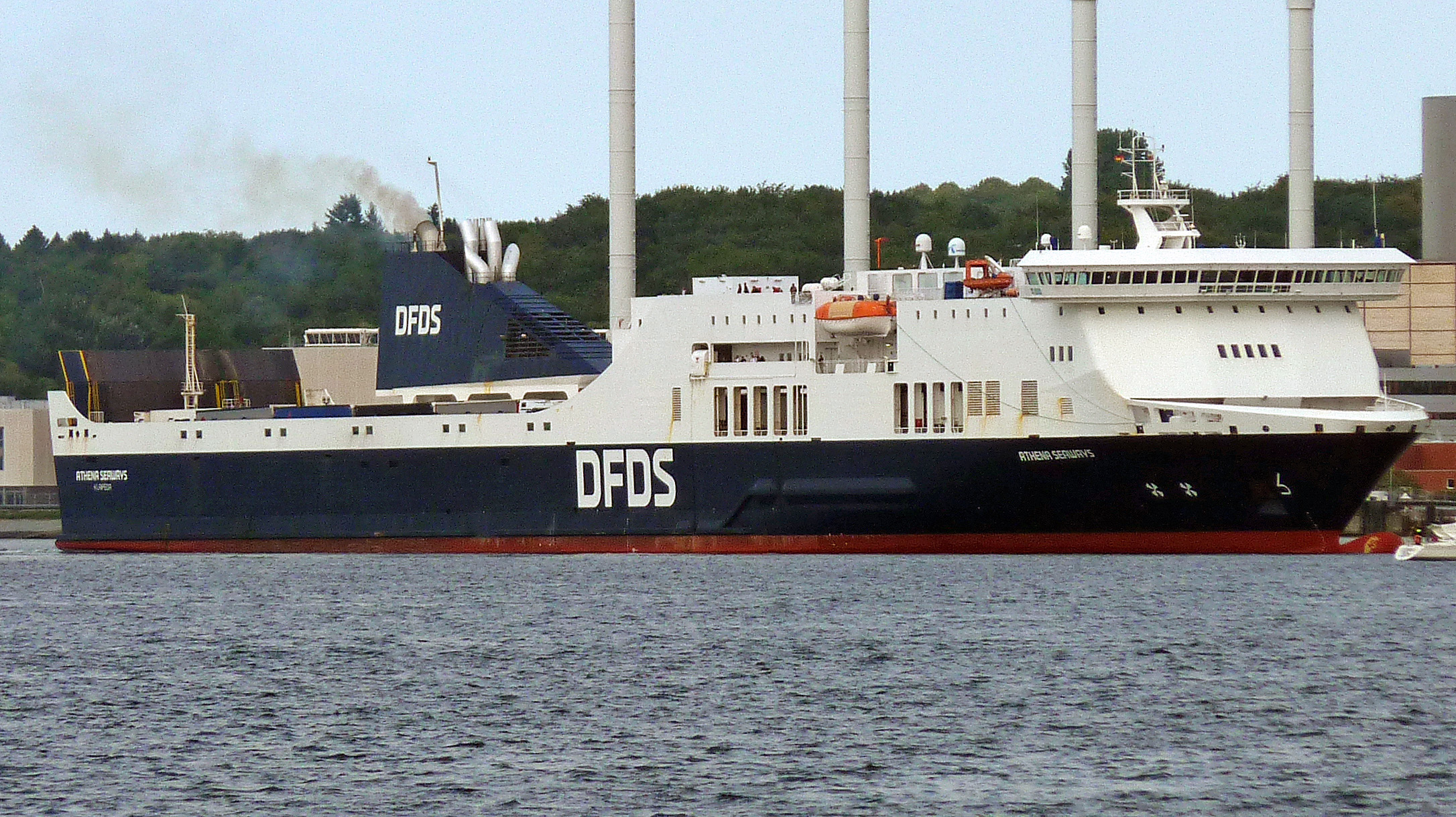
L'Athena Seaways ormeggiato a Kiel nel 2021.

## Navi gemelle
- Forza
- Rizhao Orient
- Tenacia
- Superfast I
- Superfast II
- Victoria Seaways
- Regina Seaways